# Castelo de Rognac

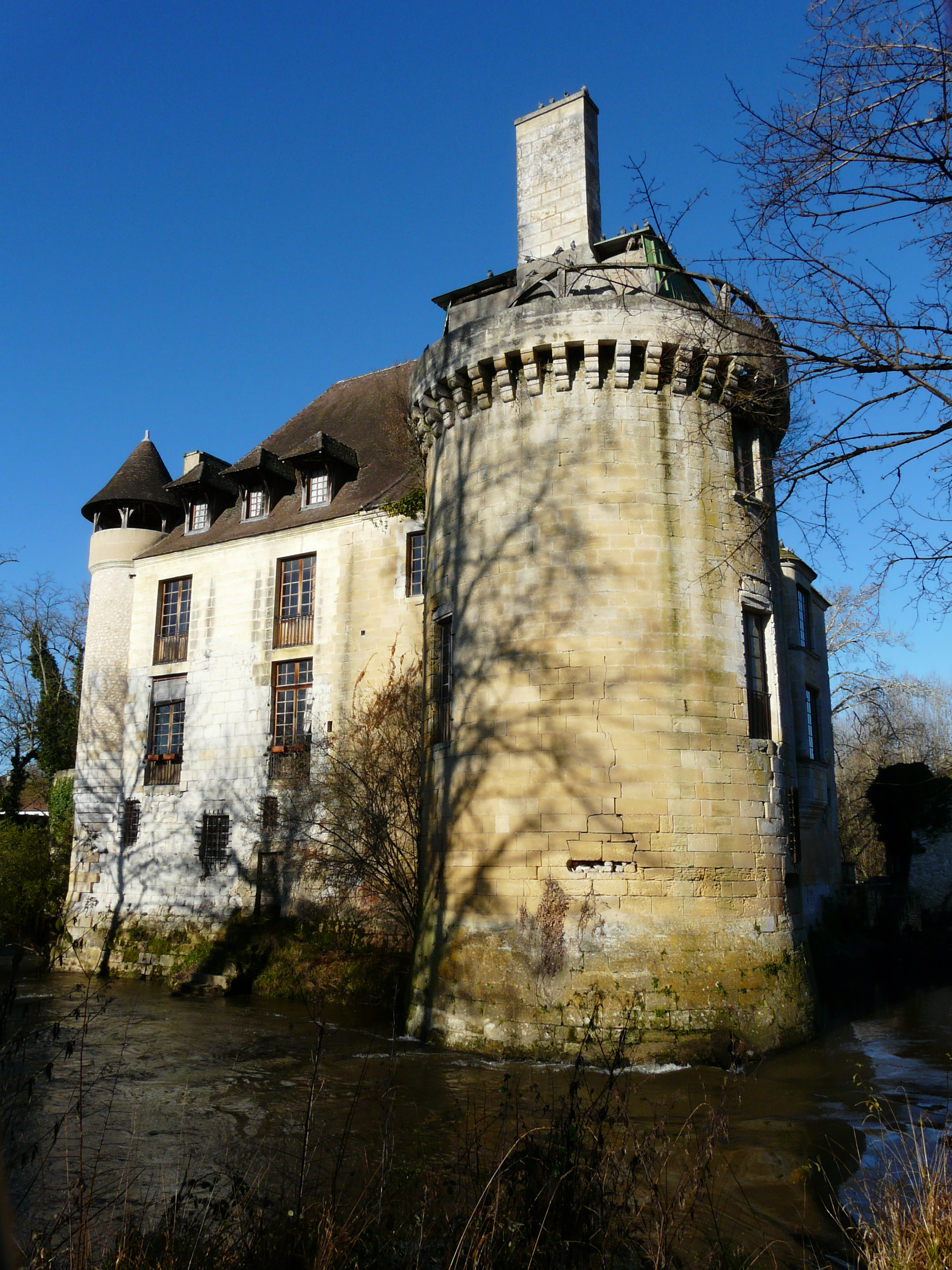
Château de Rognac

O Château de Rognac é um castelo convertido em château e moinho na comuna de Bassillac, Dordogne, França.
O local é propriedade privada e não está aberto ao público. Está classificado desde 1945 como monumento histórico pelo Ministério da Cultura da França.
Por um breve período de tempo, em meados da década de 1980, foi utilizado como hotel e restaurante. Planos foram traçados para converter o moinho em mais acomodações. 